# 남서부 오하이오 교통국

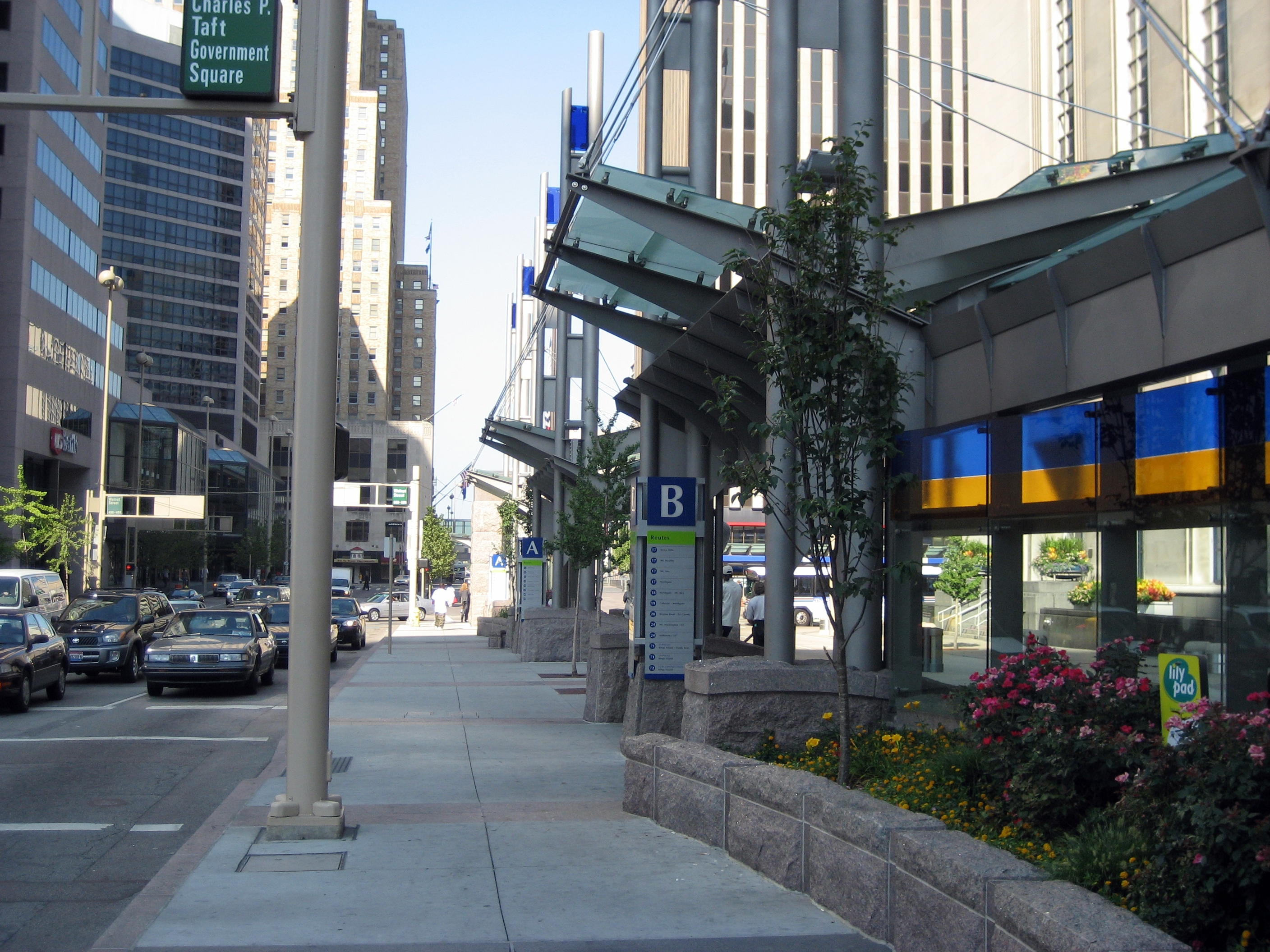
신시내티의 월넛(Walnut) 스트리트와 메인(Main) 스트리트 사이의 5번가에 있는 가번먼트 스퀘어는 메트로 시내버스의 도심 교통 중심지 역할을 하고 있다.

남서부 오하이오 교통국(Southwest Ohio Regional Transit Authority, 약칭 SORTA)는 대중교통 운영기관으로 신시내티와 그 주변 지역에 대중교통 서비스를 제공한다. 이 기관은 시내버스 서비스를 메트로(Metro)라는 이름으로 제공하고 있다. 2007년 1/4분기에 남서부 오하이오 교통국은 미국에서 가장 큰 버스 운영기관 중 하나에 포함되었다. 당시에 주중 하루에 7만 5천 명의 승객을 운송하였다.
이 기관의 첫 모체는 1859년에 창업한 신시내티 도로 궤도 회사(Cincinnati Street Railway)였다. 그러나 이 회사는 1951년에 노면 전차의 운행을 중단한 뒤 1952년에 신시내티 교통 위원회(Cincinnati Transit Commission)으로 개명하였다. 신시내티 교통 위원회는 버스 교통 서비스만을 제공하다가 1973년에 오늘날의 남서부 오하이오 교통국으로 개명하였다.

## 역사

### 신시내티 도로 궤도 회사
신시내티 도로 궤도 회사(Cincinnati Street Railway)는 1859년부터 1952년까지 신시내티의 대중교통 운영기관이었다. 이 회사는 1951년에 노면 전차의 운행을 중단한 뒤, 1952년에 신시내티 교통 위원회로 개명하였다. 영업이 중단된 노면 전차 차량 중 일부는 토론토 교통 위원회에 매각되었다.
한편 이 회사가 1920년부터 1925년에 걸쳐 지하철을 시공한 일이 있는데, 자금 부족 때문에 지하철 터널은 완공하지 못한 채로 방치되었다.

#### 철도 기업 합병
이 회사가 1859년에 창업할 당시에는 수 개의 회사가 영업중이었다. 1880년에 신시내티 통합 철도(Cincinnati Consolidated Railway, CCR)가 이 회사와 합병하였는데, 신시내티 통합 철도는 그 전에 이미 몇 개의 회사가 병합하여 만들어진 회사였다. 이후로도 신시내티 도로 궤도 회사는 여러 개의 회사를 병합하였다.
신시내티 통합 철도의 합병
- 신시내티 여객 철도(Passeger Railroad of Cincinnati, 1859~1873)
- 루트 나인 스트리트 철도(Route Nine Street Railroad, 1859~1873)
- 펜들턴 스트리트 철도(Peldleton Street Railroad, 1860~1873): 이스트 앤드 웨스트 스트리트 철도 회사(East and West Street Railroad Company)에 합병되었다가, 1873년에 최종적으로 신시내티 통합 철도에 합병

신시내티 도로 궤도 회사의 합병
- 마운트 오번 스트리트 철도(Mount Auburn Street Railway, 1864~1873)
- 월넛 힐즈·신시내티 스트리트 철도(Walnut Hills and Cincinnati Street Railway, 1872~1880)
- 신시내티·월넛 힐즈·애번데일·플래전트 리지 스트리트 철도(Cincinnati, Walnut Hills, Avondale and Pleasant Ridge Street Railway, 1874~1880)
- 신시내티·클리프턴 인클라인 플레인 레일로드(Cincinnati and Clifton Incline Plane Railroad, 1876~1880)
- 마운트 애덤즈·에덴 파크 경사 철도(Mount Adans and Eden Part Incline Railway, 1876~1881)
- 스토어즈·시덤즈빌 스트리트 철도(Storrs and Sedamsvill Street Railroad, 1878~1880)
- 리즈 맥더피(Rees McDuffie, 1884~1885)
- 커민즈빌 스트리트 여객 철도(Cumminsville Street Passenger Railroad, ?~1889)
- 신시내티·콜럼비아 스트리트 레일웨이(Cincinnati and Columbina Street Railway, 1866~1896)
- 마운트 오번 캐이블카 철도(Mount Auburn Cable Railway, 1887~1896)

### 신시내티 교통 위원회
신시내티 교통 위원회(Cincinnati Transit Commission)는 1952년부터 1973년까지 신시내티의 대중교통 운영기관이었다. 이 기관은 신시내티 도로 궤도 회사를 계승한 것인데, 이 회사는 노면 전차의 운행을 1951년에 중단하고 신시내티 시에 버스 교통 서비스만을 제공하였다. 1973년에 오늘날의 명칭으로 개명하였다.

## 운영
메트로 시내버스(이하 메트로)는 첫 번째로는 신시내티 시의 세금 수입으로, 두 번째로는 운임 수익으로, 세 번째로는 연방 정부의 보조금으로 운영되고 있으며, 그밖에 다른 수입원은 중요하지 않다. 이는 오하이오의 다른 대중교통 운영 기관과는 다른 것으로, 예를 들면 중부 오하이오 교통국(Central Ohio Transit Authority, COTA)과 클리블랜드 권역 교통국(Greater Cleveland Regional Transit Authority, GCRTA)는 우선적으로 영업 수입으로 운영되고 있다. 크게 보면 신시내티 시의 세입 중 메트로의 예산에 투입되는 것은 0.3% 정도이다.
신시내티 도심과 북부 켄터키 지역은 북부 켄터키 교통국(Transit Authority of Northern Kentucky, TANK)가 함께 대중교통 서비스를 제공하고 있다. 북부 켄터키 교통국은 사우스뱅스 셔틀(Southbank Shuttle) 노선도 운영하고 있다.

## 기타 정보

### 바이오디젤 차량 도입
1993년에 남서부 오하이오 교통국은 바이오디젤을 사용하는 시험을 시작하였다. 2001년에는 버스 차량 중 반 정도를 바이오디젤 혼합 차량으로 운행하였다. 2005년 9월부터(1차적으로는 카트리나 때문에) 지속적으로 바이오디젤 혼합 차량은 운행하였다. 2006년에는 180만 갤런의 오하이오 산 대두로 만든 바이오디젤을 소비하였다..

### 신시내티 대학교와의 사업 제휴
2007년 4월 3일에는 신시내티 대학교와 사업 제휴를 시작하여 학생과 교수와 교직원들에게 무료 버스 서비스를 제공하였다. 이 사업 제휴는 2년간 지속하기로 되어 있었으며, 이 서비스 제공에 대한 첫 반응은 긍정적이었다. 현재는 학생과 교직원들이 특별한 UC*메트로 카드를 구입하여(학생은 40달러, 교직원은 120달러) 버스를 이용하도록 정책이 바뀌었다.

## 같이 보기
- 신시내티 노면 전차

신시내티 도로 궤도 회사 관련
- 초창기의 노면 전차
- 신시내티 지하철
- Tom의 북아메리카 트롤리 버스 그림: 신시내티

신시내티 교통 위원회 관련
- 신시내티의 교통